# بوستان پرواز
بوستان پرواز، نام پارکی در شمالِ غرب تهران و در منطقه سعادت‌آباد - محله بهرود است. نامگذاری این بوستان بخاطر خیابانی به همین نام در ضلع جنوب شرقی این بوستان (که اکنون به نام شهیدان گمنام جنگ ایران و عراق تغییر نام یافته است) 
بوستان پرواز از شمال و شرق به بلوار پیام و میدان بهرود، از جنوب به شهرک پاسارگاد و از غرب به شهرک کیهان محدود می‌شود.
اختلاف ارتفاع این بوستان نسبت به مناطق اطراف، باعث ایجاد چشم انداز زیبایی از شمال و جنوب تهران شامل کوهستان البرز و همچنین برج میلاد و سایر ساختمانهای بلندمرتبه تهران - بخصوص در هوای عاری از آلاینده ها - شده که از این بوستان قابل مشاهده است. همین مسئله وجه تمایز بوستان پرواز از سایر بوستانهای تهران است (دید سراسرنما یا ۳۶۰ درجه تهران).
در ضلع شرقی و شمال شرقی این بوستان یکی از ایستگاه های آتش نشانی متعلق به سازمان آتش نشانی و خدمات ایمنی شهر تهران، و همچنین دو مجتمع تجاری (شامل فروشگاه زنجیره ای شهروند) و یک مسجد وجود دارد.